# Polycentropus soniae
Polycentropus soniae – gatunek chruścika z rodziny przyocznicowatych i podrodziny Polycentropodinae.
Gatunek ten opisany został po raz pierwszy w 2011 roku przez Stevena W. Hamiltona i Ralpha W. Holzenthala na łamach „ZooKeys”. Jako lokalizację typową wskazano stację ekologiczną Rio Mãe Catira na północ od Porto de Cima w brazylijskim stanie Paraná. Epitet gatunkowy nadano na cześć entomolog, Sonii N. Lazzari.
Chruścik o ciemnobrązowym do czarnego ciele i odnóżach. Skrzydło przednie osiąga od 6 do 7 mm długości. Brak na skrzydle łatek z jaśniejszych szczecinek, dominują delikatne szczecinki czarne. Odwłok samca ma szerokie, prawie trójkątne w widoku bocznym, a w widoku brzusznym trapezowate z bardzo słabo przewężonymi pośrodku bokami oraz lekko wklęśniętym brzegiem tylnym dziewiąte sternum. Długa, nieco dłuższa niż wysokość odwłoka, prawie prosta, w widoku grzbietowym na niemal całej długości równośrednicowa i tylko u szczytu stopniowo zwężona przysadka pośrednia ma lekko rozszerzoną nasadę. Przysadka preanalna ma bardzo krótki, u szczytu zaokrąglony wyrostek mezolateralny połączony szeroko podstawą z doogonowo skierowanym, szeroko-palcowatym wyrostkiem mezowentralnym tejże przysadki. Przysadka dolna jest w widoku brzusznym owalna z wydatnym, zaostrzonym kolcem kaudalnomezalnym, z kolei w widoku bocznym krótka, kwadratowawa, o niskiej, od góry prostej flance grzbietowo-bocznej oraz szerokim i nasadowo umieszczonym kolcu mezowentralnym. Krótka fallobaza ma wąski wyrostek wierzchołkowo-brzuszny z jednym szczytem, wąskie pasmo zesklerotyzowane endoteki i szeroki w widoku grzbietowym skleryt fallotremy. Y-kształtny skleryt subfalliczny ma nóżkę z szerokimi wypustkami bocznymi i długie ramiona.
Owad neotropikalny, endemiczny dla Brazylii.